# Espelhos de príncipes
Espelhos para príncipes (em latim: specula principum), ou espelhos de príncipes, formam um gênero literário, no sentido lato da palavra, de escrita política durante a Idade Média, a Idade Média e o Renascimento, e fazem parte do gênero mais amplo de espécimes ou de literatura espelhada. Ocorrem com mais freqüência na forma de livros didáticos que instruem diretamente reis ou governantes inferiores sobre certos aspectos de regra e comportamento, mas, em um sentido mais amplo, o termo também é usado para cobrir histórias ou obras literárias destinadas a criar imagens de reis para imitação ou evitação. Os autores costumavam compor esses "espelhos" com a adesão de um novo rei, quando um governante jovem e inexperiente estava prestes a chegar ao poder. Poderíamos vê-los como uma espécie de proto-estudo da liderança antes que o conceito de "líder" se tornasse mais generalizado do que o conceito de chefe de estado monárquico.
Um dos primeiros trabalhos foi escrito por Sedúlio Escoto (fl. 840-860), o poeta irlandês associado ao Pangur Bán, glossa poética (de c. do século IX). Possivelmente, o "espelho" europeu mais conhecido é O Príncipe (c. 1513) de Maquiavel, embora este não tenha sido um exemplo típico. Alguns exemplos adicionais estão listados abaixo.
Também tiveram equivalentes espelhos de princesas para a educação de realeza do sexo feminino, como por exemplo o Libro Primero del Espejo de la Princesa Christiana, de Francisco de Monçon, dedicado a D. Catarina.

## Textos clássicos

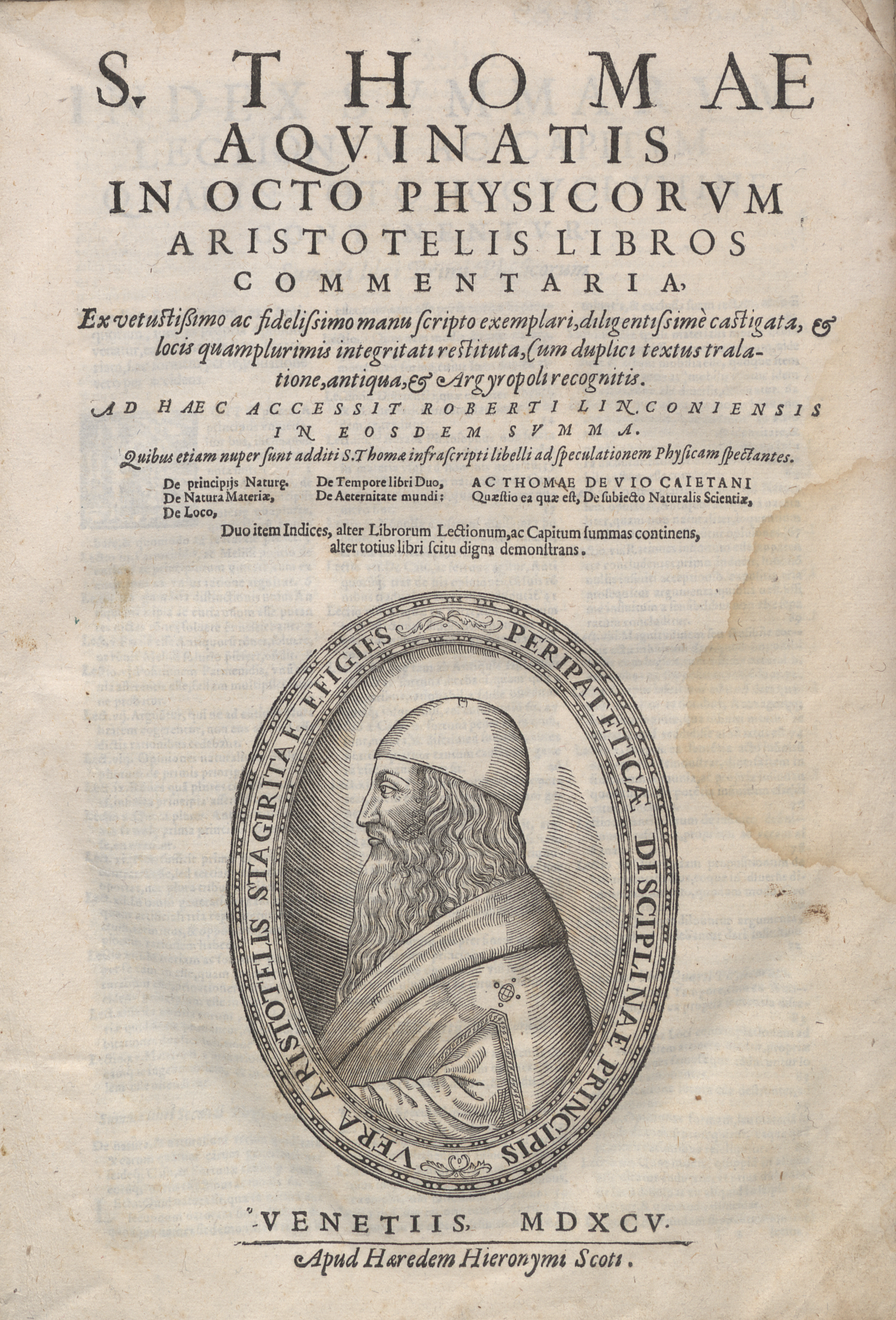
Super Physicam Aristotelis, 1595

### Gregos e romanos
- Xenofonte, Ciropédia
- Isócrates, Nicocles e Evágoras
- Filodemos, O Bom Rei, Segundo Homero
- Dião Crisóstomo,O Primeiro Discurso sobre Reinado e O Segundo Discurso sobre Reinado e O Terceiro Discurso sobre Reinado e O Quarto Discurso sobre Reinado
- De Clementia, Seneca
- Cicero, De Officiis

A Vida de Constantino de Eusébio de Cesaréia pode ser um espelho para os príncipes. O gênero, a audiência e os objetivos precisos deste texto foram, no entanto, objeto de controvérsia acadêmica.

### Indianos
- Panchatantra, Vishnu Sharma
- Chanakya, Arthashastra

### Chineses
- Tao Te Ching - do filósofo chinês Lao Tzu (pode ser interpretado como um texto místico, texto filosófico ou tratado político sobre governo)
- Zizhi Tongjian, "Espelho Abrangente em Ajuda à Governança", por Sima Guang.
- Mêncio - Em Mengzi, um dos Quatro Livros do confuncionismo, o conselho ao governante contém um debate com o agricultor. O autor escreve que o governante sábio é aquele que se preocupa com o bem-estar de seu povo. Mêncio defendia o livre-comércio, baixas alíquotas tributárias e uma carga tributária mais igualitária.[nota 1][3]
- Han Fei Zi - Nos seus textos, deixa conselhos de texto legalista para o governante e sobre a arte da estatística.

## Textos da Europa Ocidental

### Galécia
- Formula Vitae Honestae ("Fórmula da Vida Honesta", também traduzido como "Regra da Vida Virtuosa"), de Martinho de Dume, dedicada ao rei Miro.[4]

### Portugal
- Leal Conselheiro, de Dom Duarte. Caracterizado como "espelho real", é também tido como uma variante destes, um "espelho de conselheiros".[5]

- O Da [Creação] dos Príncipes, de António Pinheiro, escrito para o príncipe herdeiro D. João.[6]
- Libro Primero del Espejo del Principe Christiano, e Libro Segundo del Espejo del Perfecto Príncipe Christiano de Francisco de Monçon, ambos escritos para o príncipe herdeiro D. João.[6][7]
- Tractado Moral de Louvores & Perigos Dalgus Estados Seculares[8], de Sancho de Noronha, escrito para o príncipe herdeiro D. João.[6]
- Condiçoens, e Partes, que hade ter hum Bom Príncipe, dedicada a D. Luís, e o Tratado sobre os Trabalhos do Rei, dedicado a D. João III, ambos de Lourenço de Cáceres.[6]

### Demais Europa Ocidental

#### Alta Idade Média
- Agostinho de Hipona, Cidade de Deus V.24, "A verdadeira felicidade dos imperadores cristãos".
- História dos Francos, de Gregório de Tours, que alerta contra conflitos internos.
- De duodecim abusivis saeculi, 'Sobre os doze abusos do mundo' (século VII), um tratado hiberno-latino de um autor anônimo às vezes chamado de Pseudo-Cipriota. Este trabalho, embora não seja um 'espelho para príncipes' em si, deveria ter grande influência no desenvolvimento do 'gênero' que ocorreu no continente.
- História Eclesiástica do Povo Inglês, de Beda, afirma especificamente que o objetivo do estudo da história é apresentar exemplos de imitação ou evitação.

##### Textos carolíngios
Exemplos notáveis de livros carolíngios para reis, condes e outros leigos incluem:
- Esmaragdo de São Mihiel, Via regia (813), sem dúvida o primeiro espelho europeu verdadeiro para príncipes, dedicado a Luís, o Piedoso, quando rei da Aquitânia.
- Eginhardo, Vita Karoli, que indica o reinado de Carlos Magno como algo para outros governantes a aspirar.
- Jonas de Orleães, De Institutione Regia (c. 831), escrito para Pepino I da Aquitânia, aparentemente com base em um conselho em Orléans.[9]
- Agobardo de Lião, suas cartas.
- Sedúlio Escoto, De rectoribus christianis "Sobre os governantes cristãos" (c. 855-9), dirigido ao rei Lotário II de Lotharingia.
- Incmaro de Reims, De regis persona 'A Pessoa do Rei'
- Incmaro de Reims, De ordine palatii 'Sobre a administração do palácio' (882), que define os deveres morais de um rei e inclui um relato da organização do palácio.
- Jonas de Orléans, De Institutione Laicali (818 x 828), (originalmente) escrito para o conde Mafrido de Orleães.
- Paulino de Aquileia, Liber exhortationis (795), para o conde Henrique de Friul.
- Alcuíno, De virtutibus et vitiis (c. 799-800), escrito para o conde Guido da Bretanha.
- Duoda, Liber manualis, escrito por seu filho William.

##### Textos irlandeses
- Audacht Morainn ('O Testamento de Morann'), escrito c. 700, um texto em irlandês antigo que foi chamado precursor dos 'espelhos para príncipes'.[10] Diz-se que o lendário juiz Morann enviou conselhos a Feradach Find Fechtnach quando este estava prestes a se tornar rei de Tara.[11]
- Tecosca Cormaic, 'As intruções de Cormac', na qual o orador Cormac mac Airt é feito para instruir seu filho Cairbre Lifechair sobre uma variedade de assuntos.
- Bríatharthecosc Con Culainn 'A instrução de preceito de Cú Chulainn ' (interpolada em Serglige Con Culainn), dirigida a Lugaid Réoderg.
- Tecosc Cuscraid 'As instruções de Cuscraid'.
- Senbríathra Fithail 'Os Antigos Preceitos de Fíthal'.
- Briathra Flainn Fina 'Os Ditados de Flann Fína'.[12]

#### Alta e Baixa Idade Média
- Estêvão I da Hungria, Admonições (anos 1010), escrita para seu filho e herdeiro presuntivo São Emérico.
- João de Salisbury, Policraticus 'Statesman's Book' (1159).
- Godofredo de Viterbo, Speculum regum (cca 1183), dedicado aos seus patronos imperiais staufianos, pai Frederico Barba-Ruiva e seu filho Henrique VI.
- Pseudo-Plutarco, Institutio Traiani (citado pela primeira vez no Policraticus de João de Salisbury)
- Giraldo do País de Gales, Liber de Principis Instructione (c. 1193) e De Instruction Principis.
- Konungs skuggsjá ou Speculum regale, tratado norueguês do século XIII originalmente escrito para o rei Magno VI.
- Vicente de Beauvais, De Eruditione Filiorum Nobilium 'A educação de crianças nobres' (c. 1250)
- Guiberto de Tournai, De Modo Addiscendi 'O método de aprendizagem' (c. 1260)
- Tomás de Aquino, De Regno (c. 1260), freqüentemente conflitava com o De Regimine Principum de Bartolomeu de Luca.
- Guilherme Peraldo, De Eruditione Principum 'Sobre a educação dos príncipes' (c. 1265), anteriormente atribuído a Tomás de Aquino.
- Brunetto Latini, Li Livres dou Tresor (1266), escrito por Carlos de Anjou.
- Giles de Roma, De Regimine Principum 'On the Rule of Princes' (1277 x 1279), escrito para Filipe IV de França.
- Guilherme de Pagula, Speculum regis, escrito para Eduardo III da Inglaterra (c. 1331)
- Dom Juan Manuel, Contos do Conde Lucanor (1335)
- Frei Álvaro Pais, Speculum regum (anos 1340), escrito para Alfonso XI de Castela.[13] [14]
- As III Considerações Corretas Necessárias à Boa Governança de um Príncipe (c. 1350), uma tradução de um tratado francês de 1347, destinado ao rei João II da França.[15]
- Evrarto de Trémaugon, Le songe du verger (1376).
- Cristina de Pisano, Epistre Othea a Hector (c. 1400), Livre du corps de policie (1407), Livre de la paix (entre 1412 e 1414).
- Thomas Hoccleve, De Regimine Principum (início dos anos 1410), escrito para Henrique V da Inglaterra.
- João da Irlanda, The Meroure of Wysedome, (1490), escrito para Jaime IV da Escócia.

#### Renascença
- Baldassare Castiglione, O livro do cortesão
- Antonio de Guevara, Relox de príncipes (1529), inspirado e dedicado a Carlos V, um dos livros de maior sucesso de sua época, traduzido durante o século XVI para inglês, latim, italiano, alemão, francês e holandês.
- Maquiavel, O Príncipe (c. 1513, publicado em 1532).
- Erasmo, Institutio principis Christiani 'Educação de um príncipe cristão' (1516), escrito como conselho ao rei Carlos da Espanha (posteriormente Carlos V).
- John Skelton, Speculum principis, obra perdida escrita para o então futuro Henrique VIII. Uma cópia deste tratado, que pode não ser a mesma que foi apresentada a Henry, reside no Museu Britânico.[16]
- Johann Damgaard, Alithia (1597), escrito para o jovem monarca dinamarquês Rei Christian IV.[17]
- George Buchanan, De iure regni apud Scotos (1579), um trabalho sob a forma de um diálogo socrático sobre o reinado ideal dedicado ao jovem Jaime VI da Escócia
- Juan de Mariana, De Rege et Regis Institution (Toledo, 1598); Do rei e da educação do rei, escrito para o príncipe que viria a ser D. Filipe III.[6]
- Jaime VI da Escócia, escreveu Basilikon Doron como um presente para seu filho mais velho.

#### Iluminismo
- Diego Ennríquez de Villegas, português de ascendência espanhola[18], El Principe em la Idea (1656, Madrid)
- Jacques-Bénigne Bossuet, Política extraída das próprias palavras da Sagrada Escritura (1709)

## Textos bizantinos
- Sinésio, bispo de Cirene, De regno, discurso proferido ao imperador Arcádio.
- Agápito, o diácono, discurso proferido ao imperador Justiniano I.
- Patriarca Fócio I de Constantinopla, carta endereçada a Boris I da Bulgária.
- Basílio I, o Macedônio, capítulos admonitórios I e II ao seu filho imperador Leão VI, o Sábio.
- Constantino VII Porfirogênito, Sobre a Administração Imperial, um manual de política interna e externa para o uso do filho e sucessor de Constantino, o Imperador Romanos II.
- Cecaumeno, Strategikon (1075/1078), em particular as duas últimas seções.
- Arcebispo Teofilacto de Ocrida, Paideia Basilike (Lat. Institutio Regia ) (c. 1088), dirigido a seu aluno Constantino Ducas, filho do imperador Miguel VII Ducas.
- O poema do século XII, Spaneas, ou Didaskalia Parainetike.
- Nicéforo Blemides, Andrias Basilikos (Lat. Regia statua, "Estátua de um rei"), escrita para Teodoro II Láscaris, o futuro imperador de Nicéia
- Tomás Magistro, La regalita.
- Manuel II Paleólogo, Paideia Regia.
- Patriarca Antônio IV de Constantinopla, carta a Basílio I de Moscou (1393).
- Poucheniye (Instrução) de Vladimir II Monômaco para seus filhos (anos 1120).

## Textos persas pré-islâmicos
- Ewen-Nāmag (“Livro de Regras”): Sobre as maneiras, costumes, habilidades e artes, ciências sassânidas, etc.
- Tāj-Nāmag (“Livro da Coroa”): Consiste em tratados, documentos reais, ordenanças e editais.
- Kalilag ud Damanag: Uma tradução do Panchatantra da Índia para o Oriente Médio.
- Jāvidan Khrad ("sabedoria imortal"): Citações de antigos sábios iranianos.
- Literatura Andarz.

## Textos islâmicos
Em turco otomano, Naṣīḥat-nāme; "Conselho escrito".
- Ibn Arabi, Governança Divina do Reino Humano (At-Tadbidrat al-ilahiyyah fi islah al-mamlakat al-insaniyyah)
- Abdal Hamide ibne Iáia, carta a Abedalá filho do califa omíada Maruane II (c. 750)
- Ibne Almucafa, Kalila wa Dimna (c. 750)
- Abu Iáia ibne Albatrique (m. 815) Sirr al-Asrar (سر الأسرار ) «Secretum secretorum»
- Alfarábi (c. 872–950), Fusul al-Madani 'Aforismos de um estadista'[19]
- Abu Alcacim Huceine ibne Ali Almagribi (981-1027), Kitab fi'l-si'yasa[20]
- Almubaxir ibne Fatique (fl. 1053, Damasco), Mukhtār al-Hikam wa-Maḥāsin al-Kalim (مختار الحكم ومحاسن الكلم ) 'Máximas e aforismos selecionados'
- Nizã Almulque, Siyāset-nāmeh 'Livro do Governo' (c. 1090) (persa)
- Algazali (1058–1111), Nasihat al-muluk 'Conselho dos príncipes' (persa)
- Qabus nama (1082) - um exemplo persa do gênero
- Alimã Alhadrami (m. 1095) - Kitâb al-Ishâra
- Iúçufe Balasaguni, utadgu Bilig (século XI)
- Aturtuxi, Siraj al-Muluk 'A Lâmpada dos Reis' (c. 1121)
- Ibne Zafar Alciquili Sulwan al-Muta' fi 'udwan al-ATBA 'Consolo para o Regente durante a Hostilidade dos Súditos';[21][22]
- Bahr Al-Fava'id 'Mar de Virtudes (Preciosas)', compilado no século XII.[23]
- Maomé Albaquir Najim Sani, Mau'izah-i Jahangiri 'Advertência de Jahāngír' ou 'Conselho sobre a arte de governar' (1612 x 1613).[24]
- O Gulistão de Saadi de Xiraz, com o primeiro capítulo sobre "As maneiras dos reis" (século XIII, persa).
- Aklhaq i Muhsini, de Hussain Vaiz Kashifi. Composto em persa, com partes, como o título, em árabe. Escrito em 900 AH / 1495 AD. Aklhaq é árabe para "disposições", ou "maneiras", frequentemente traduzido como "ética" e equivalentes; e muhsini, "beneficiários". Traduzido para o inglês como "A moral dos beneficiários" em meados do século XIX por Henry George Keene.[25][26]

## Textos eslavônicos
- Neagoe Bassarabe (1512–1521), Os ensinamentos de Neagoe Bassarabe a seu filho Theodódio, uma das primeiras obras literárias da Valáquia

## Representações na cultura
- Mirrors For Princes é o nome de uma obra cinematográfica de 2010 de Lior Shamriz. Partes do guião foram baseadas nas Instruções a Xurupaque e outra literatura suméria.[27]